# برونو بيسون
برونو بيسون (بالفرنسية: Bruno Besson)‏ هو سائق سيارة سباق فرنسي، ولد في 26 سبتمبر 1979 في سن جرمن آن له في فرنسا.

## وصلات خارجية
- برونو بيسون على موقع DriverDB.com (الإنجليزية)